# Тертій Степан Костянтинович
Степан Костянтинович Терті́й (?, с. Стара Басань на Чернігівщині — 1933) — український лірник.

## Життєпис
Осліп у віці 8 років, у 19 почав вивчати гру на лірі. Вчився 2 роки.
Мав велику ліру на 6 струн, 4 настроєні в унісон, 2 в октаву — струна прима була вдвічі подвоєна. Кожна клавіша мала 4 зубці-регулятори замість традиційного одного.
Степан Тертій мав багатий репертуар, знав думи, в тому числі думу «Про Хмельницького», яка була традиційна для Чернігівських кобзарів та лірників. Учнів по собі не залишив. Син Тертія говорив, що батькову ліру купили в музей у Козелець.
Репресований радянською владою та розстріляний у 1933 році.